# Malé Chyndice
Malé Chyndice (Hongaars: Kishind) is een Slowaakse gemeente in de regio Nitra, en maakt deel uit van het district Nitra.
Malé Chyndice telt 389 inwoners.